# 리쿠추오리이역
리쿠추오리이역(일본어: 陸中折居駅)은 일본 이와테현 오슈시에 있는 동일본 여객철도 도호쿠 본선의 역이다. 상대식 승강장 2면 2선의 구조를 지닌 지상역이다.

## 타는 곳
| 1 | ■ 도호쿠 본선 | (하행) | 기타카미 · 모리오카 방면     |
| 2 | ■ 도호쿠 본선 | (상행) | 히라이즈미 · 이치노세키 방면 |

## 역 주변
- 기타카미강
- 국도 제4호선
- 국도 제343호선

## 역사
- 1924년 1월 15일 : 리쿠추오리이 신호장(일본어: 陸中折居信号場)으로서 신설.
- 1928년 11월 25일 : 역으로 승격해, 리쿠추오리이역으로 개업.
- 1987년 4월 1일 : 민영화에 따라, 동일본 여객철도로 이관.

## 인접 정차역
| 도호쿠 본선          | 도호쿠 본선   | 도호쿠 본선              |
| -------------------- | ------------- | ------------------------ |
| 마에사와 센다이 방면 | ■ 도호쿠 본선 | 미즈사와 이치노세키 방면 |